# Айрапетян, Хачатур Макарович
Хачатур Макарович Айрапетян (арм. Խաչատուր Հայրապետյան, азерб. Xaçatur Makaroviç Ayrapetyan; 1908, Елизаветпольский уезд — 1962, Кировабад) — советский азербайджанский виноградарь, Герой Социалистического Труда (1950).

## Биография
Родился в 1908 году в Елизаветпольском уезде Елизаветпольской губернии (ныне Шамкирский район Азербайджана).
Работал звеньевым в колхозе имени Клары Цеткин и совхозе имени Клары Цеткин Шамхорского района Азербайджанской ССР. В 1949 году получил урожай винограда 165,1 центнера с гектара на площади 8,3 гектара поливных виноградников.
Указом Президиума Верховного Совета СССР от 8 августа 1950 года за получение высоких урожаев винограда в 1949 году Айрапетяну Хачатуру Макаровичу присвоено звание Героя Социалистического Труда с вручением ордена Ленина и золотой медали «Серп и Молот».
Скончался в 1962 году в городе Кировабад Азербайджанской ССР.